# Parque de los monstruos

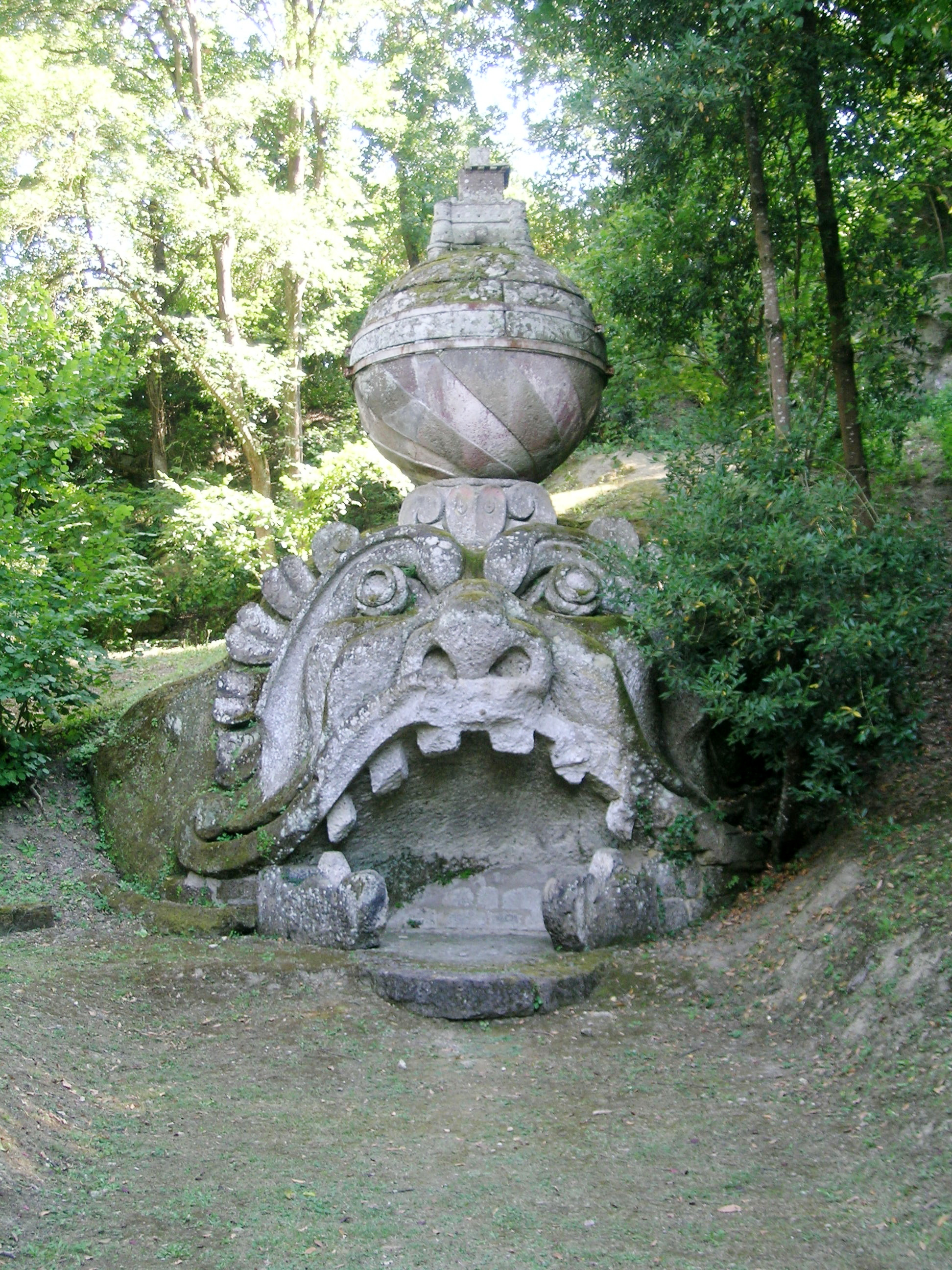
Proteo Glauco.

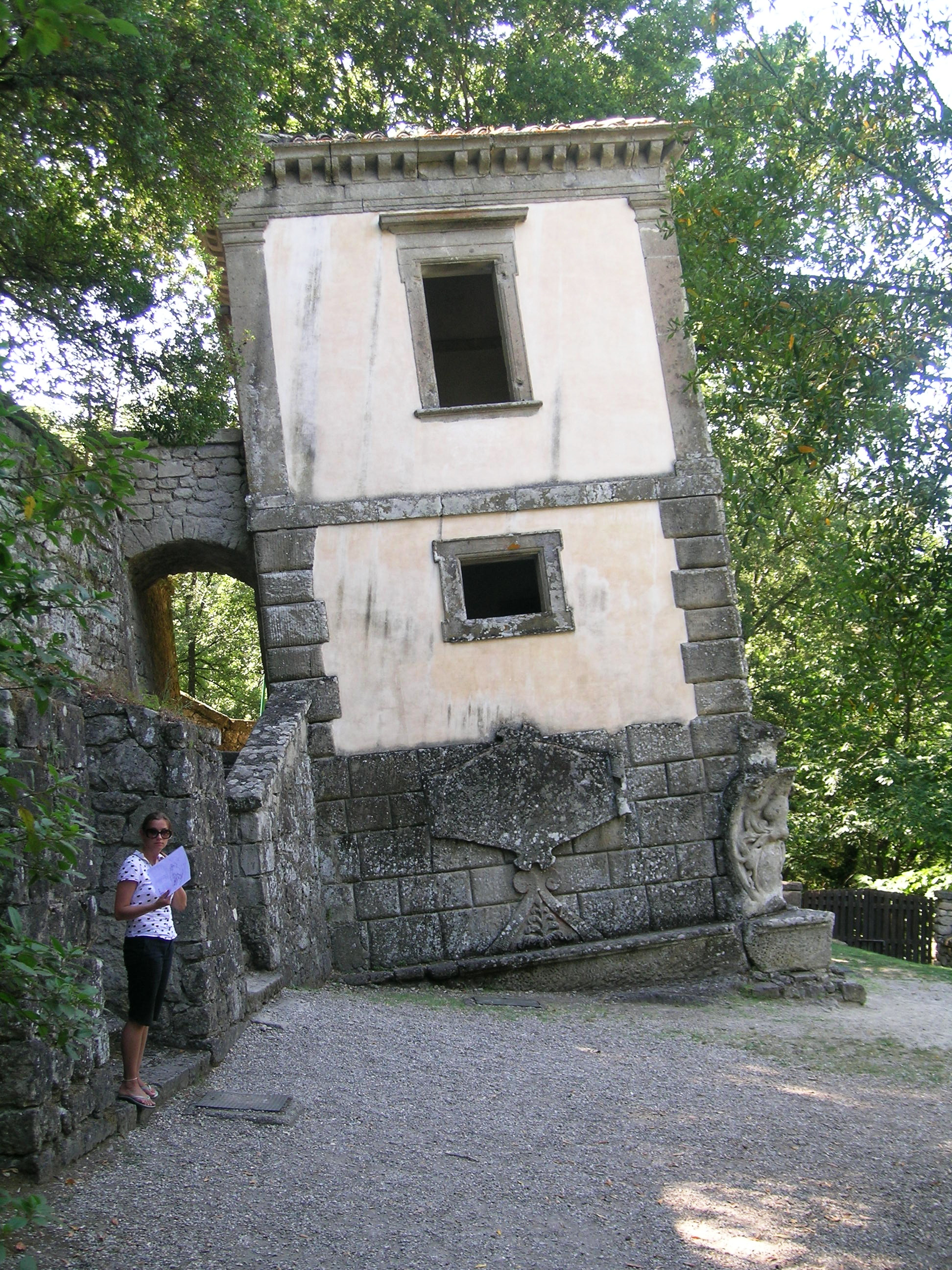
La casa inclinada.

Parque de los monstruos (en italiano, Parco dei Mostri) o Bosque sagrado (Sacro Bosco -expresión con la que fue inicialmente conocido-) son denominaciones de los jardines del Castillo de los Orsini (Castello degli Orsini) en Bomarzo (provincia de Viterbo, Italia). El conjunto monumental se encuentra dispuesto en las laderas de un anfiteatro natural, y se caracteriza por la forma caprichosa (grotesca) en que, de entre los árboles, parterres y arroyos, surge a la vista del paseante una fabulosa sucesión de desmesuradas esculturas talladas en roca, de aspecto terrible o absurdo, que representan personajes míticos y seres fantásticos.
Su construcción se inició hacia 1550 bajo la dirección de los arquitectos manieristas Pirro Ligorio y Jacopo Vignola, entre otros; atendiendo a los extravagantes deseos del propietario, Pierfrancesco II Orsini, que estaban motivados por el reciente fallecimiento de su esposa, Julia Farnesio.
La novela histórica Bomarzo, de Manuel Mujica Lainez, está ambientada en ese contexto. El mismo autor escribió el libreto de una ópera de Alberto Ginastera con el mismo tema y título. En 2007 se filmó en los escenarios originales de Bomarzo una versión libre experimental de esa ópera (Bomarzo 2007).
En 2006, el parque fue incluido en el bien serial «Villas de la nobleza papal», recogido por Italia en su Lista Indicativa, paso previo a ser declarado patrimonio de la Humanidad.